# Maurice Sarry
Maurice Sarry (Paris 14e, 27 mars 1935 - Créteil, 4 novembre 1994) est un maître d'armes et boxeur français. Il a notamment contribué à l'émergence de la forme moderne de la canne de combat.

## Biographie
Maurice Sarry est deux fois vice-champion de France de boxe française.
Constamment en recherche sur la thématique des armes anciennes, il codifie dans les années 1960 des règles pour la canne de combat adaptée à sa pratique compétitive, publiant en 1978 une méthode dédiée à cette discipline.
Il est responsable du comité de la Fédération de Savate responsable du développement de la canne et du bâton (Comité National de Canne et de Bâton - CNCB) à partir de 1977, et en devient président d'honneur à partir de 1986.

## Publications
- Maurice Sarry, La Canne : Arme de défense, sport de combat, 1978